# 프로그레스 기지

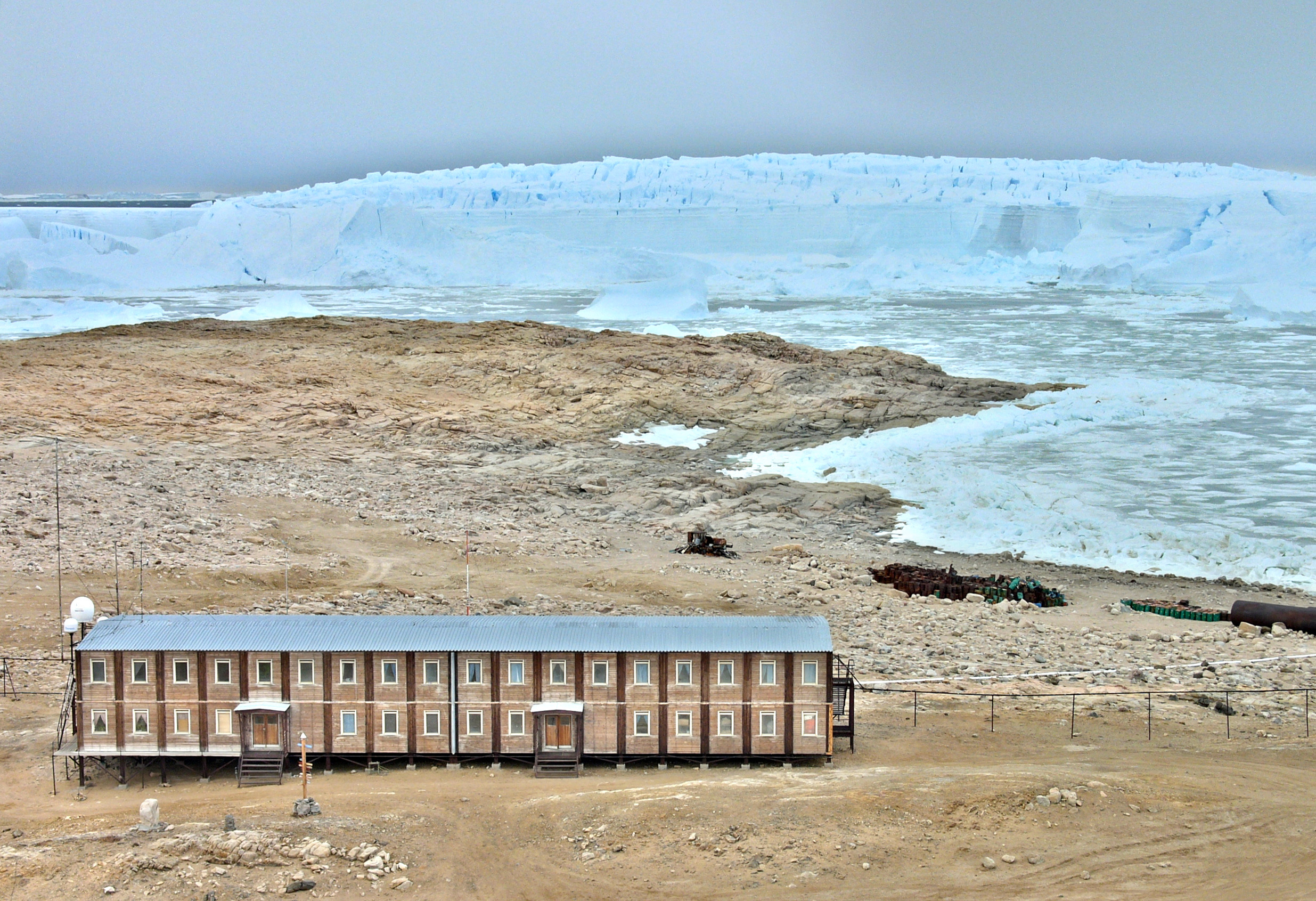
2007년 여름 프로그레스 기지 중앙 건물

프로그레스 기지(러시아어: Прогресс)는 남극에 있는 러시아(구 소련)의 연구 기지이다. 이 호텔은 프리즈만 해안의 라르세만 힐스 남극 오아시스에 위치하고 있다.
1988년 4월 1일 소련 제33차 남극탐험대에 의해 건설되었으며, 1989년 2월 26일 다른 곳으로 이전되었다. 2000년에 작업이 일시적으로 중단되었다가 2003년에 재개통되었다.
착륙장은 다른 스테이션과의 항공 연결을 위해 스테이션 근처에 위치한다. 1998년부터 2001년까지 운송 작업을 미르니 기지에서 프로그레스 기지로 이전하고 이를 보스토크 기지의 주요 지원 기지로 만드는 작업이 수행되었다.
2004년에 기지의 연중 시설 공사가 시작되었다. 2008년 10월 4일 건설현장에서 화재가 발생해 건설노동자 1명이 사망하고 2명이 크게 다치는 사고가 발생했다. 화재로 인해 새로운 구조물이 완전히 손실되었을 뿐만 아니라 기지의 통신 및 과학 장비도 손상되었다.
2013년에는 새로운 월동단지 건설이 완료되었다. 사우나와 체육관, 기상학자와 무선 통신사를 위한 공간, 지역 병원으로도 활용되는 의료 시설, 자체 조리실을 갖춘 주거용 건물이다.
2022년에는 월동 단지를 현대화하고 확장했다. 기존 프로그레스 스키웨이를 보완하고 상트페테르부르크 축구 클럽의 이름을 따서 제니트(Zenit)라고 불리는 추가 인접 비행장은 처음부터 건설되었으며 길이 3,000m, 폭 100m의 활주로를 갖추고 있으며 일류신 IL-76과 같은 대형 비행기도 수용할 수 있다.

## 기후
| Progress Station의 기후                       | Progress Station의 기후 | Progress Station의 기후 | Progress Station의 기후 | Progress Station의 기후 | Progress Station의 기후 | Progress Station의 기후 | Progress Station의 기후 | Progress Station의 기후 | Progress Station의 기후 | Progress Station의 기후 | Progress Station의 기후 | Progress Station의 기후 | Progress Station의 기후 |
| 월                                            | 1월                     | 2월                     | 3월                     | 4월                     | 5월                     | 6월                     | 7월                     | 8월                     | 9월                     | 10월                    | 11월                    | 12월                    | 연간                    |
| --------------------------------------------- | ----------------------- | ----------------------- | ----------------------- | ----------------------- | ----------------------- | ----------------------- | ----------------------- | ----------------------- | ----------------------- | ----------------------- | ----------------------- | ----------------------- | ----------------------- |
| 일평균 최고 기온 °C (°F)                      | 3.3 (37.9)              | 0.0 (32.0)              | −6.1 (21.0)             | −9.5 (14.9)             | −11.9 (10.6)            | −10.6 (12.9)            | −12.9 (8.8)             | −12.5 (9.5)             | −10.6 (12.9)            | −7.9 (17.8)             | −1.9 (28.6)             | 2.8 (37.0)              | −6.5 (20.3)             |
| 일일 평균 기온 °C (°F)                        | 0.6 (33.1)              | −2.6 (27.3)             | −8.2 (17.2)             | −12.0 (10.4)            | −14.7 (5.5)             | −13.8 (7.2)             | −16.0 (3.2)             | −15.9 (3.4)             | −14.2 (6.4)             | −11.5 (11.3)            | −5.0 (23.0)             | 0.3 (32.5)              | −9.4 (15.0)             |
| 일평균 최저 기온 °C (°F)                      | −1.6 (29.1)             | −4.6 (23.7)             | −10.0 (14.0)            | −14.6 (5.7)             | −17.5 (0.5)             | −16.1 (3.0)             | −19.1 (−2.4)            | −18.1 (−0.6)            | −16.1 (3.0)             | −14.1 (6.6)             | −7.7 (18.1)             | −2.1 (28.2)             | −11.8 (10.7)            |
| 평균 강수량 mm (인치)                         | 5.2 (0.20)              | 11.2 (0.44)             | 16.9 (0.67)             | 9.9 (0.39)              | 16.8 (0.66)             | 18.7 (0.74)             | 11.8 (0.46)             | 11.5 (0.45)             | 15.8 (0.62)             | 14.0 (0.55)             | 6.8 (0.27)              | 10.3 (0.41)             | 148.9 (5.86)            |
| 평균 상대 습도 (%)                            | 60.9                    | 59.5                    | 62.2                    | 59.5                    | 59.0                    | 58.8                    | 58.1                    | 58.1                    | 59.9                    | 58.9                    | 58.9                    | 60.4                    | 59.5                    |
| 평균 월간 일조시간                            | 347.3                   | 180.1                   | 118.4                   | 77.6                    | 14.0                    | 0.0                     | 5.8                     | 66.1                    | 124.0                   | 228.5                   | 332.7                   | 365.8                   | 1,860.3                 |
| 출처: Arctic and Antarctic Research Institute |                         |                         |                         |                         |                         |                         |                         |                         |                         |                         |                         |                         |                         |

## 같이 보기
- 남극 기지